# Astragalus ptilodes
Astragalus ptilodes är en ärtväxtart som beskrevs av Pierre Edmond Boissier. Astragalus ptilodes ingår i släktet vedlar, och familjen ärtväxter. Inga underarter finns listade i Catalogue of Life.